# Gombos Krisztián
Gombos Krisztián (Budapest, 1996. február 5. –) magyar színész.

## Életpályája
Gyermekkorát Dunaújvárosban töltötte. A Dunaferr Szakközép-és Szakiskolában érettségizett, majd a Bánfalvy Ági Nemzetközi Színészképzőben végzett. 2018 és 2021 között az RTL Klub Barátok közt című sorozatában szerepelt.

## Fontosabb színházi szerepei[1]
- Ancónai szerelmesek – Lucrezio (2015)
- Sej, szellők... – Kéri Jancsi (2016)
- Passio XXI – tanítvány, ezüst gárdista (Papp László Sportaréna, 2017)
- Oidipusz király – pásztor, hírmondó (Újpest Színház, 2017)
- Páratlan páros – Troughton felügyelő (2018)
- Szilánkok – Paul (Spirit Színház, 2018)
- Marvin szobája – Hank (Ferencvárosi Pinceszínház, 2019)
- Légy-ott a tetthelyen – Jacques (2020)

## Filmes és televíziós szerepei[1]
- Barátok közt – Szilágyi Oszkár (2018–2021)
- Lecsó – Tomi (2019)
- Gólkirályság – Bogdán András (2023)
- …a szomszéd tehene – Peti (2024)
- A mi kis falunk (2024) – Bogdán András
- Pokoli rokonok – Maxi (2025)